# Gokuleswor (Baitadi)
Gokuleswor (nepalski: गोकुलेश्वर) – gaun wikas samiti w zachodniej części Nepalu w strefie Mahakali w dystrykcie Baitadi. Według nepalskiego spisu powszechnego z 2011 roku liczył on 771 gospodarstw domowych i 4073 mieszkańców (2287 kobiet i 1786 mężczyzn).